# 四碘化硅
四碘化硅是一种无机化合物，化学式为SiI4。它是正四面体形的分子，Si-I键的键长为2.432(5) Å。
SiI4是制备硅酰胺（化学式：Si(NR2)4）的前体。在微电子学它还用于硅的生产与蚀刻。